# William P. Burnham

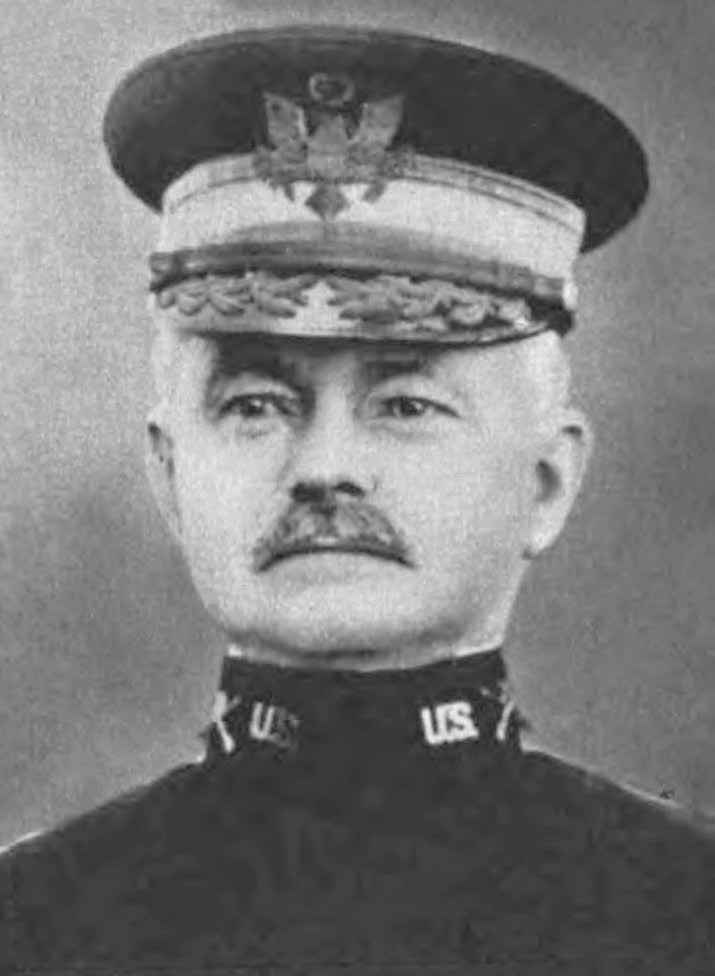
William P. Burnham (1918)

William Power Burnham  (* 10. Januar 1860 in Scranton, Lackawanna County, Pennsylvania; † 27. September 1930 in San Francisco, Kalifornien) war ein Generalmajor der United States Army. Er kommandierte unter anderem die 82. Infanteriedivision.

## Leben
William Burnham war der Sohn von David Roe Burnham (1835–1910) und dessen Frau Olive E. Burnham (1836–1921). Der Vater war Major der US-Army und ein Veteran des Amerikanischen Bürgerkriegs. William besuchte das Kansas State Agricultural College, aus dem später die Kansas State University hervorging.
In den Jahren 1877 bis 1880 studierte er an der United States Military Academy in West Point. Er verließ diese Anstalt ohne Abschluss und trat als einfacher Soldat in die Armee ein, wo er in einem Infanterieregiment Dienst tat. Im Jahr 1883 schaffte er dann doch den Sprung in das Offizierskorps des Heeres. In der Armee durchlief er anschließend alle Offiziersränge vom Leutnant bis zum Generalmajor. In den folgenden Jahren absolvierte er den für Offiziere in den niederen Rangstufen üblichen Dienst in verschiedenen Einheiten und Standorten. Dabei war er bis 1889 hauptsächlich in den westlichen Staaten der USA stationiert. Im Jahr 1889 absolvierte er die School of Application for Infantry and Cavalry aus der später das Command and General Staff College hervorging. Anschließend setze er seine militärische Laufbahn an verschiedenen Standorten bei verschiedenen Infanterieregimentern, dieses Mal mehr im Osten und zentralen Bereich der Vereinigten Staaten, fort. Im Jahr 1898 hatte er den Rang eines Hauptmanns erreicht.
Während des Spanisch-Amerikanischen Kriegs gehörte er zunächst einem Regiment aus Freiwilligen aus dem Staat Missouri an. Später war er Stabsoffizier im Second Army Corps. Im anschließenden Philippinisch-Amerikanischen Krieg war er erneut Stabsoffizier. Dabei war er unter anderem auch auf den Philippinen stationiert. Danach diente er an verschiedenen amerikanischen Standorten wie Presidio in San Francisco, Jefferson Barracks in Missouri, Fort Shafter in Hawaii, Fort Douglas in Utah und in San Juan auf Puerto Rico. Dort kommandierte er ein puerto-ricanisches Regiment. In diesem Zusammenhang soll er dort im Jahr 1915 einen Warnschuss auf ein deutsches Schiff abgegeben haben, was einige amerikanische Historiker als ersten Schuss eines US-Soldaten im Ersten Weltkrieg bewerten. Zwischenzeitlich war er in den Jahren 1913 und 1914 kommissarischer Leiter des United States Army Command and General Staff College.
Nach dem amerikanischen Eintritt in den Ersten Weltkrieg 1917 verblieb Burnham zunächst in den Vereinigten Staaten. Am 27. Dezember 1917 übernahm er das Kommando über die 82. Infanteriedivision, die später den Namen 82. Luftlandedivision erhielt. Mit dieser Einheit nahm Burnham aktiv an den Kriegsereignissen in Frankreich teil. Er war mit seiner Einheit unter anderem an der Schlacht von St. Mihiel und der Maas-Argonnen-Offensive beteiligt. Er behielt dieses Kommando bis zum 3. Oktober 1918, als er von George B. Duncan abgelöst wurde. Danach wurde er Militärattaché in Athen in Griechenland. Diese Funktion übte er bis Juli 1919 aus. Anschließend kommandierte er bis 1922 das Fort McDowell, ehe er das Kommando über das Presidio in San Francisco übernahm. Im Jahr 1924 ging er in den Ruhestand. Während seiner langen Zeit als Offizier verfasste er auch zahlreiche Artikel für Zeitschriften und Zeitungen zu militärischen Themen.
William Burnham verbrachte seinen Lebensabend in San Francisco, wo er am 27. September 1930 verstarb. Der mit Grace Francesca Meacham (1869–1942) verheiratete Offizier wurde auf dem Nationalfriedhof Arlington beigesetzt.

## Orden und Auszeichnungen
William Burnham erhielt im Lauf seiner militärischen Laufbahn unter anderem folgende Auszeichnungen:
- Croix de guerre (Frankreich)
- Orden der Ehrenlegion (Frankreich)
- Order of the Bath (Großbritannien)
- Medal of Military Merit (Μετάλλιο Στρατιωτικής Αξίας) (Griechenland)